# Jimmy Ashcroft
James "Jimmy" Ashcroft (12 tháng 9 năm 1878 – 9 tháng, 1943) là thủ môn bóng đá người Anh.
Sinh ra ở Liverpool, Ashcroft bắt đầu sự nghiệp ở một vài CLB địa phương, một thời gian ngắn ở Everton chơi như một cầu thủ nghiệp dư trước khi chuyển đến miền nam gia nhập Gravesend United thuộc Giải vô địch miền Nam (Southern League) vào năm 1899. Anh nhanh chóng được đội bóng lân cận, Woolwich Arsenal thuộc Football League, phát hiện và sau đó anh đã ký một bản hợp đồng chuyên nghiệp và chơi cho the Gunners vào tháng 6 năm 1900.
Ashcroft nhanh chóng có trận ra mắt đối đầu với Burton Swifts vào ngày 15 tháng 9 năm 1900; mặc dù Arsenal thua 1-0 nhưng Ashcroft vẫn giữ được vị trí của mình một cách vững chắc cho đến hết mùa giải đó, và kể cả mùa giải tiếp theo. Mùa giải 1901-02, Ashcroft giữ sạch lưới 17 trong tổng số 34 trận ở Giải vô địch cho Woolwich Arsensal, bao gồm chuỗi 6 trận không bị thủng lưới liên tiếp (đây là kỷ lục của CLB, thành tích này chỉ được lặp lại một lần sau đó bởi Alex Manninger vào năm 1998); Arsenal kết thúc tại vị trí thứ tư ở Second Division mùa giải đó, và thứ ba ở mùa giải tiếp sau.
Ashcroft giữ sạch lưới 20 trận ở mùa giải 1903-04 để giúp Arsenal thăng hạng lên chơi ở First Division, và mùa giải 1904-05 anh thiết lập nên kỷ lục chuỗi ra sân 154 trận liên tiếp cho câu lạc bộ (thành tích này chỉ có Tom Parker vượt qua trong thời gian sau đó). Arsenal hai lần vào đến bán kết FA Cup (ở mùa giải 1905-06 và 1906-07) với Ashcroft trấn giữ tại khung thành, anh cũng ba lần được chơi cho đội tuyển Anh, chơi cả ba trận cho đội tuyển Anh tại giải British Home Championship năm 1906 (tuyển Anh thắng hai, thua một, chia sẻ chức vô địch 1905-06 với Scotland). Như vậy, Ashcroft là cầu thủ Arsenal đầu tiên chơi cho đội tuyển Anh.
Ashcroft đã chơi 303 trận trong tám mùa bóng ở Arsenal. Anh được bán cho Blackburn Rovers vào mùa hè năm 1908 để làm giảm bớt các vấn đề tài chính của CLB trong thời gian đó. Tại Rovers, anh đã chơi 120 trận và vào đến bán kết FA Cup 1910-11 và đăng quang ngôi vô địch First Division 1911-12. Năm 1913 anh rời khỏi Blackburn khi hết hợp đồng; không thể tìm thấy một câu lạc bộ nào để chơi bóng anh phải đăng quảng cáo trên tờ The Athletic News:
J Ashcroft, thủ môn, Blackburn Rovers, muốn có sự thuê mướn, chuyển nhượng tự do - Willaston Road, Walton, Liverpool.
Cuối cùng Ashcroft gia nhập Tranmere Rovers, nơi anh đã chơi được một mùa giải nữa trước khi Thế chiến thứ I nổ ra buộc tất cả các giải đấu phải tạm hoãn; anh giã từ sự nghiệp tại thời điểm đó. Anh mất vào năm 1943 lúc 64 tuổi